# Гросси, Винченцо
Святой Винче́нцо (Вике́нтий) Гро́сси (итал. Vincenzo Grossi; 9 марта 1845, Пиццигеттоне, Ломбардо-Венецианское королевство — 7 ноября 1917, Казальмаджоре, Ломбардия) — итальянский католический священник, основатель конгрегации «Дочери Оратории».
Младший из семи сыновей Бальдассаре Гросси и Маддалены Капеллини. После первого причастия объявил своей семье о своём желании стать священником. Поступил в семинарию в Кремоне 1864 году. Был рукоположен в священники 22 мая 1869 года. Служил приходским священником в Регоне и Викобеллиньяно, помогал неимущим.
В 1885 году основал конгрегацию «Дочерей Оратории», который руководствовался правилами святого Филиппа Нери. Гросси сосредоточился на работе с молодёжью и помогал молодым людям реализовать себя. Был известен аскетичным образом жизни, работой с детьми и таланту к проповедованию.
Скончался в 1917 году в возрасте 72 лет; последними его словами были: «путь открыт, мы должны идти».
Процесс канонизации начался 2 апреля 1954 года при папе Пии XII. Папа Павел VI признал его героическую добродетель и провозгласил его достопочтенным 10 мая 1973 года. Этот же понтифик беатифицировал Гросси 1 ноября 1975 года. Канонизирован папой Франциском 18 октября 2015 года.
День памяти — 7 ноября.